# Європейське астрономічне товариство
Європейське астрономічне товариство (англ. European Astronomical Society, EAS) — наукове товариство, засноване відповідно до Цивільного кодексу Швейцарії в 1990 році як асоціація для сприяння розвитку астрономії в Європі та для вирішення астрономічних питань на європейському рівні. Це товариство окремих професійних астрономів, членами якого можуть бути всі європейські астрономи незалежно від сфери діяльності, країни роботи чи походження. Товариство слугує форумом для обговорення всіх аспектів розвитку астрономії в Європі та є організацією, яка представляє інтереси астрономів в обговореннях загальноєвропейських розробок.

## Президенти
Президент очолює керівну раду Європейського астрономічного товариства й підтримує зв'язки з подібними товариствами в країнах в усьому світі, а також з Міжнародним астрономічним союзом від імені європейської астрономічної спільноти. Першим президентом Європейського астрономічного товариства був Лодевейк Вольтьєр, який займав цю посаду з моменту заснування Європейського астрономічного товариства до 1994 року. Термін повноважень цієї посади становить чотири роки, — стільки ж, скільки й для інших посад в керівній раді Товариства. З усіх президентів тільки Тьєрі Курвуазьє і Роджера Девіса переобирали на другий термін.
| №  | Фото | Ім'я                              | Початок        | Кінець         | Джерело           |
| -- | ---- | --------------------------------- | -------------- | -------------- | ----------------- |
| 01 |      | Лодевейк Вольтьєр                 | 1990           | 21 серпня 1993 | [ 2 ]             |
| 02 |      | Пол Мерден                        | 21 серпня 1993 | 5 липня 1997   | [ 2 ] [ 3 ] [ 4 ] |
| 03 |      | Жан-Поль Зан                      | 5 липня 1997   | 2001           | [ 3 ] [ 4 ]       |
| 04 |      | Гарві Реймонд Батчер              | 2001           | 2006           |                   |
| 05 |      | Йоахім Краутер (Joachim Krautter) | 2006           | 2010           |                   |
| 06 |      | Тьєрі Курвуазьє                   | 2010           | 2017           |                   |
| 07 |      | Роджера Девіса                    | 2017           | 2024           | [ 5 ] [ 6 ]       |
| 08 |      | Сара Лукателло (Sara Lucatello)   | 2024           |                |                   |

## Нагороди
Європейське астрономічне товариство присуджує кілька нагород щорічно або раз на два роки.
| Рік заснування | Нагорода                                        | Нагорода                                         | Мета нагородження | Примітки                                                                                         |
| -------------- | ----------------------------------------------- | ------------------------------------------------ | --- | ------------------------------------------------------------------------------------------------ |
| 2008           | Премію Тихо Браге                               | Премію Тихо Браге                                | Присуджують за розробку чи використання європейських інструментів або за значні відкриття, здебільшого зроблені на таких інструментах. | Названа на честь Тихо Браге.                                                                     |
| 2010           | Лекція Лодевейка Вольтьєра                      | Лекція Лодевейка Вольтьєра                       | Для вшанування видатного наукового внеску астронома.                                                                                   | Названа на честь першого президента Європейського астрономічного товариства Лодевейка Вольтьєра. |
| 2013           | Премії MERAC з                                  | теоретичної астрофізики                          | Присуджують найкращому досліднику на початку кар'єри (у непарні роки) та за найкращу дисертацію доктора філософії (у парні роки).      |                                                                                                  |
| 2013           | Премії MERAC з                                  | спостережної астрофізики                         | Присуджують найкращому досліднику на початку кар'єри (у непарні роки) та за найкращу дисертацію доктора філософії (у парні роки).      |                                                                                                  |
| 2013           | Премії MERAC з                                  | нових технологій (інструментальні/обчислювальні) | Присуджують найкращому досліднику на початку кар'єри (у непарні роки) та за найкращу дисертацію доктора філософії (у парні роки).      |                                                                                                  |
| 2020           | Премію Фріца Цвіккі з астрофізики та космології | Премію Фріца Цвіккі з астрофізики та космології  | Присуджують за видатні результати в астрофізиці або космології.                                                                        | Присуджують щодвароки від імені Фонда Фріца Цвікі.                                               |